# Omnicom Group
 For alternative betydninger, se OMD (band).
Omnicom Group er en amerikansk markedsføringsvirksomhed. De driver OMD Worldwide og de er repræsenteret i 80 lande ud over 140 bureauer.

## Danmark
OMD Danmark – så dagens lys i 1992, dengang under navnet The Media Partnership Danmark (TMP). I 2000 skiftede man navn til OMD Danmark – og blev en del af Omnicom gruppen. Omnicom Media Group består af en række bureauer – herunder PHD, BBDO, DDB og TBWA.